# Faculdades Integradas Maria Thereza
A Faculdade Maria Thereza (FAMATH) é uma instituição privada de ensino superior com sede em Niterói, no estado do Rio de Janeiro. Há mais de 40 anos, se caracteriza por ser a instituição privada pioneira no município de Niterói, com sede no bairro São Domingos. Foi a primeira instituição a oferecer o curso de Biologia Marinha na América Latina.
Em 1943 os três irmãos Edith Salles Lima, Edméia Salles Lima Albuquerque, e mais tarde Oswaldo Salles Lima, fundaram o Colégio Maria Thereza, na Rua São João, no Centro de Niterói, posteriormente passando a funcionar na Rua São Pedro 108, do mesmo bairro. 

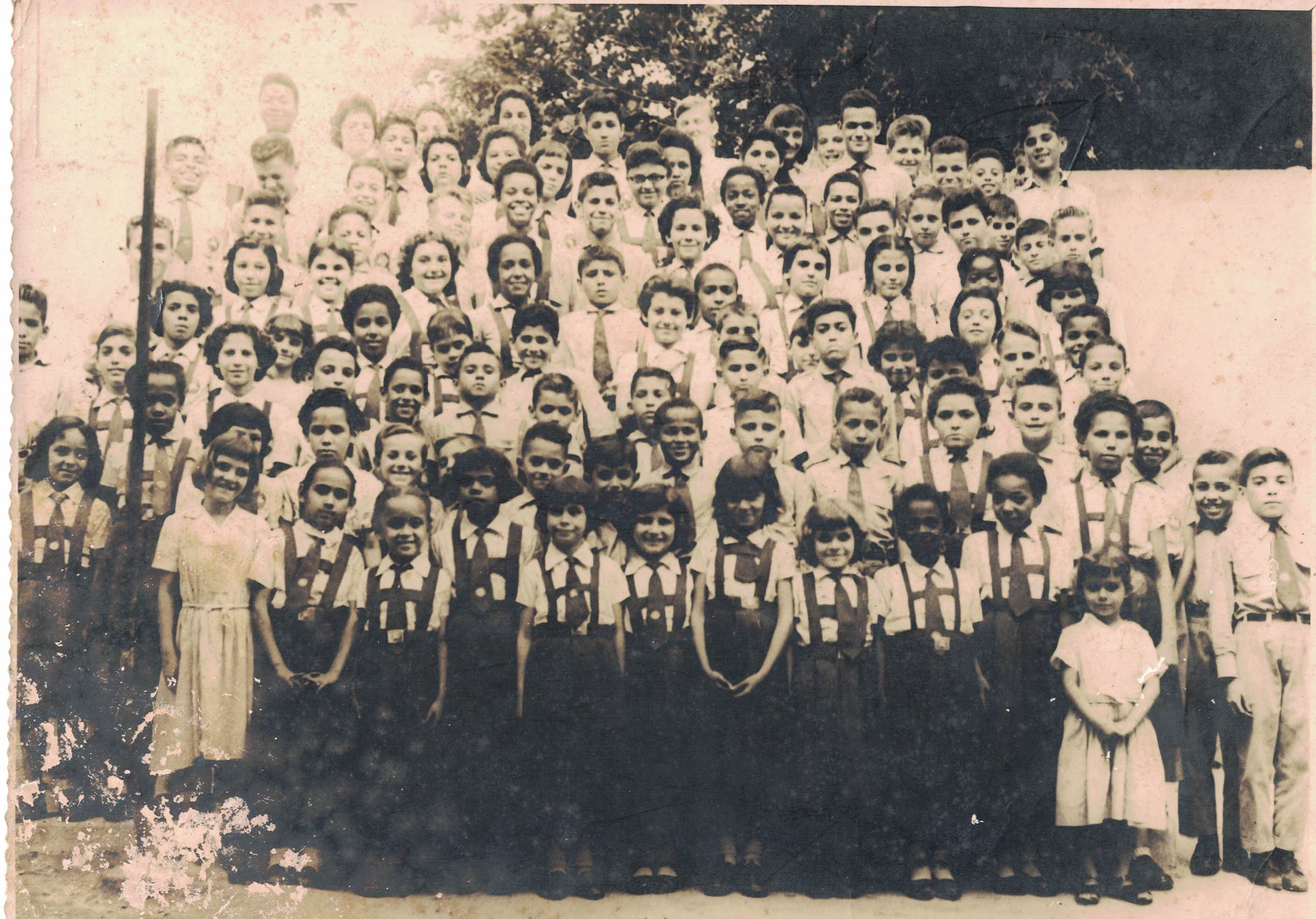
Primeira turma do Colégio Maria Thereza

Em 1958 migraram para a Avenida Visconde do Rio Branco 869, no bairro de São Domingos. Rua cujo prédio em 1973 foi remodelado para dar forma ao que viria a ser a Faculdade Maria Thereza (FAMATH), oferecendo os cursos de Ciências Biológicas e Processamento de Dados, sendo estes seus primeiros cursos. Com o passar dos anos, a Faculdade Maria Thereza veio a oferecer novos cursos, como: Educação Física, Psicologia, Pedagogia, e Informática. 

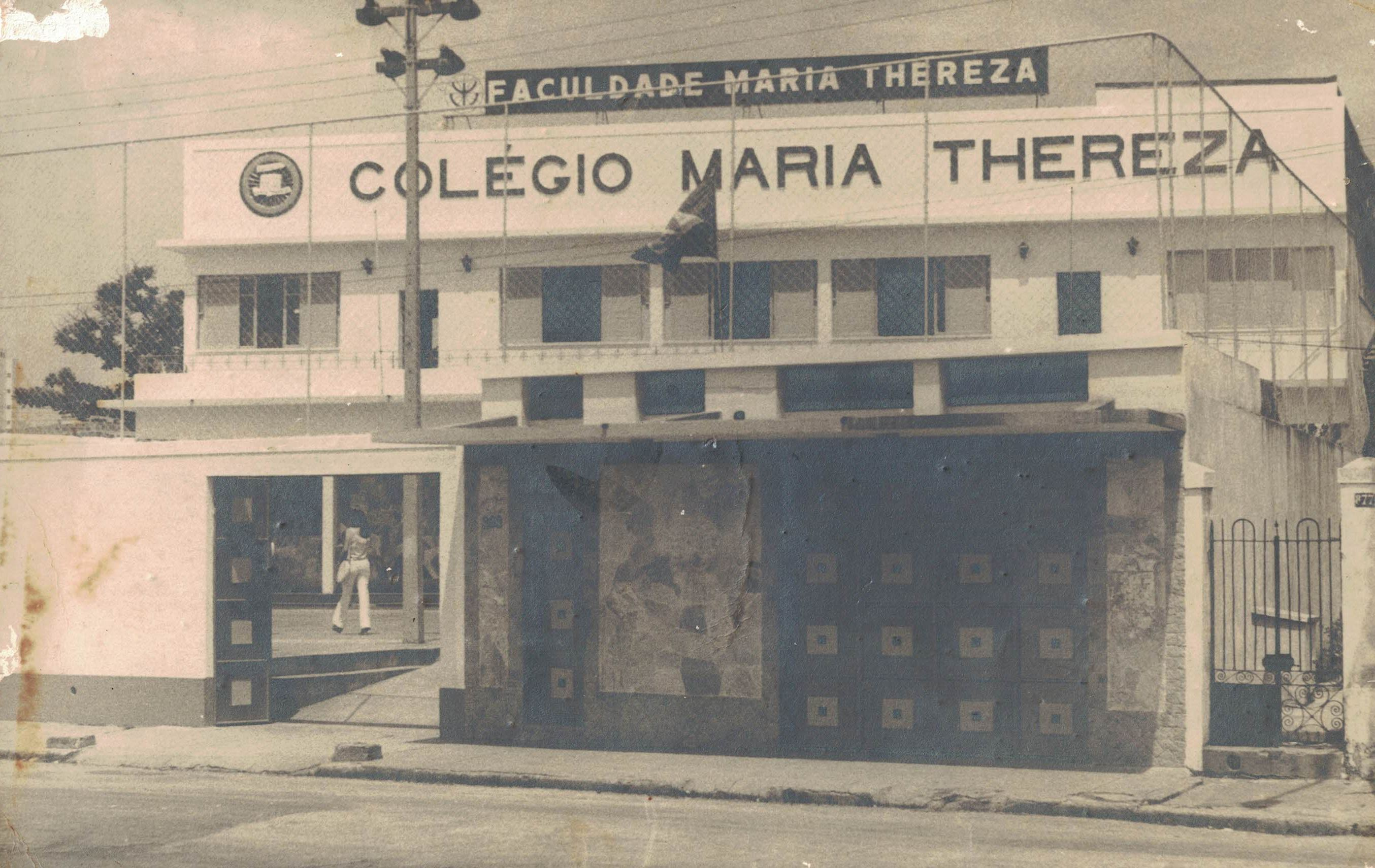
Frente do Colégio Faculdade Maria Thereza

Atualmente, a FAMATH oferece cursos de Graduação e Pós-Graduação, assim como um Sistema de Psicologia Aplicada (SPA ). 

## Nota
1. ↑  Segundo as regras ortográficas da língua portuguesa a grafia correta seria "Maria Teresa"